# マルクス・カッシアニウス・ラティニウス・ポストゥムス

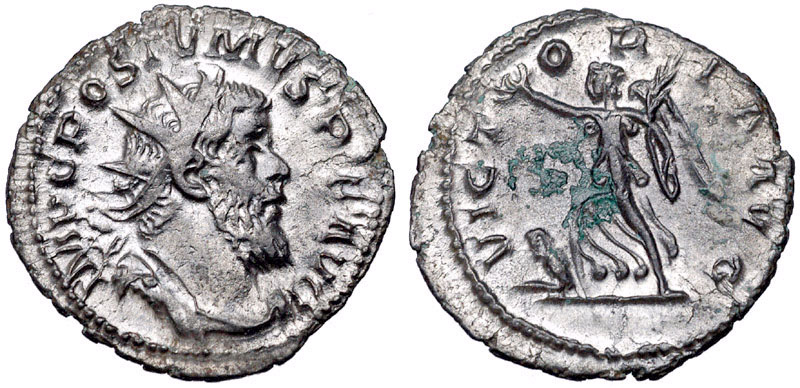
ポストゥムス帝の勝利を記念する硬貨

マルクス・カッシアニウス・ラティニウス・ポストゥムス（ラテン語: Marcus Cassianius Latinius Postumus、? - 269年）は、ローマ帝国の軍人。後にガリア帝国の初代皇帝となった。軍人皇帝時代の僭称皇帝（在位：260年 - 269年）のひとり。
なお、「ポストゥムス」は「最後の息子」や「父の死後に生まれた息子」の意味をもつラテン語の添え名（コグノーメン）である。

## 権力の獲得
前半生はほとんど分かっていないが、身分が低いガリア人で、軍に入隊して昇進し、ついにはゲルマニア・スペリオルとゲルマニア・インフェリオルの総督にまで至ったと推測されている。ローマ皇帝ガッリエヌスが東部で発生した問題を解決するために現地に赴いたとき、ライン川を防衛するために息子で共同皇帝のプブリウス・リキニウス・コルネリウス・サロニヌスおよびポストゥムスを含む軍指揮官を後に残した。この地域がアレマンニ族やフランク人の侵略を受け、その混乱の中で、ポストゥムスは自ら皇帝の名乗りをあげた。そしてポストゥムスは、サロニヌスとその補佐でプラエフェクトゥス・プラエトリオであったシルウァヌス（以前はポストゥムスと共にガリアのローマ政策の共同指導者だった）がいるコロニア・アグリッピナ（現：ケルン）を包囲し、攻撃を加えた。ポストゥムスは城壁を突破し、サロニヌスらを捕虜とし、後に処刑した。後に彼はこの勝利を記念するアーチ門を建設した。

## 統治
260年、ポストゥムスはローマ帝国からの自立を果たし、ローマ皇帝号を僭称した。彼の支配圏はガリア、ヒスパニア、ゲルマニア、およびブリタンニアであり、後世、彼の政権は「ガリア帝国」と通称されることになる。
彼は自らの政権の首都をコロニア・アグリッピナにおき、独自の元老院、執政官およびプラエトリアニを置いた。彼の硬貨には自らをガリアの復元者と称しているが、この称号はガリアをゲルマン民族から守った後に与えられている。ポストゥムスが発行した硬貨は、ガッリエヌスが発行した硬貨に比べて職人技の質が高く、含まれる金属の品質も良かった。
263年、ガッリエヌスはポストゥムスを征服すべく出征した。ガッリエヌスは緒戦に勝利したものの、後に深手を負い帰還せざるを得なくなった。このポストゥムス討伐戦に失敗した後、ガッリエヌスは帝国内の他の危機への対応に忙殺され、再びポストゥムスを攻めることはなかった。
ガッリエヌス配下でメディオラヌム（現：ミラノ）を支配していたアウレオルスは、ポストゥムス傘下にあからさまに鞍替えした。仮にポストゥムスがローマに進軍しようとしたら、メディオラヌムは重要になる都市だった。しかし、ガッリエヌス軍に包囲されたアウレオルスを、何らかの理由によりポストゥムスは援護し切れなかった。
ガリア帝国皇帝としてローマから分割割拠したポストゥムスであったが、269年に彼自身が簒奪にあった。ポストゥムス配下の軍部最高指導者の一人だったウルピウス・コルネリウス・ラエリアヌスが、モゴンティアクム（現：マインツ）において、現地の駐屯部隊と周辺の軍隊（第22軍団プリミゲニア）に推されて皇帝の名乗りを上げた。ポストゥムスはすぐにモゴンティアクムを取り戻しラエリアヌスを斃すことには成功したが、自軍の兵に対しモゴンティアクムでの略奪を許さなかったために、軍隊に不満が溜って統制が失われ、反逆されて殺害された。
ポストゥムスの死に伴い、彼の築いた帝国はブリタンニアとヒスパニアの支配を失った。領土を縮小したガリア帝国は、マルクス・アウレリウス・マリウスに引き継がれた。
ポストゥムスは『ローマ皇帝群像』において「30人の僭称皇帝」の一人にあげられている。彼の統治の開始年はしばしば259年とされているが、最近では、皇帝を称したのは260年の夏か秋からの可能性が高いとされている。もしもポストゥムスの統治開始として260年を採用するならば、ガリア帝国に関する事象が起こった年は全て1年ずつ繰り下げられる。

## 参考資料
- "Postumus" at De Imperatoribus Romanis site